# Joelinton
Joelinton Cassio Apolinário de Lira (Aliança, Brasil, 14 de agosto de 1996), más conocido como Joelinton, es un futbolista brasileño que juega como centrocampista en el Newcastle United F. C. de la Premier League de Inglaterra.

## Trayectoria

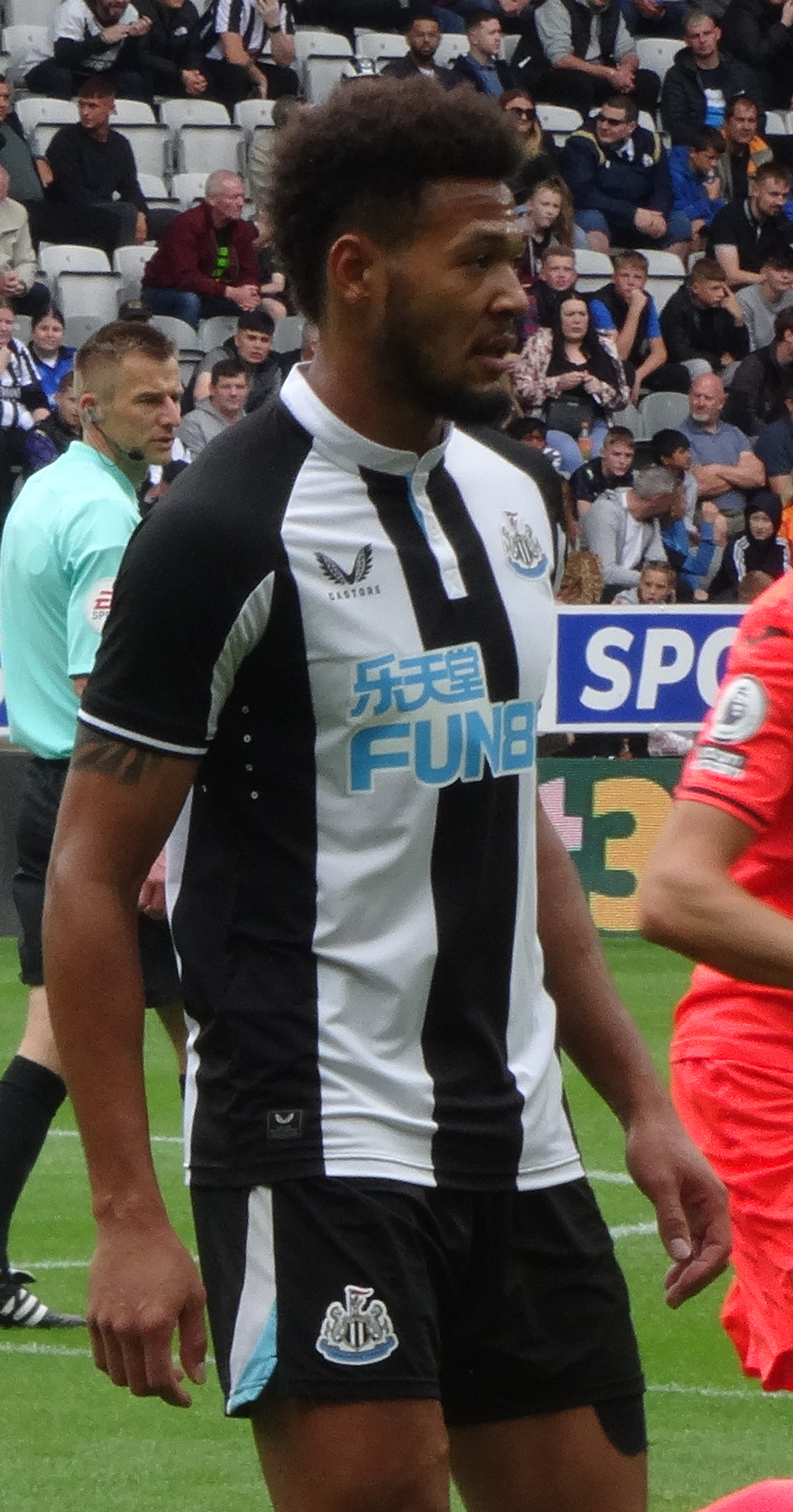
Joelinton playing for Newcastle United against Norwich City at St James' Park, Newcastle upon Tyne on 7 August 2021.

### Comienzos
Nació en Aliança un pueblo de la ciudad brasileña de Pernambuco, de clase social baja,
comenzó a jugar al fútbol desde los cinco años en la calle y equipos de su ciudad natal, Joelinton siempre ha afirmado que el futbol es su primer amor, en 2012 llega al Sport Recife

### Sport Recife
Joelinton se unió al Sport Recife en 2012 y pasó dos años jugando en el equipo juvenil. Fue ascendido al primer equipo en 2013, pero no fue hasta marzo de 2014 cuando hizo su debut profesional, en un partido de Copa do Nordeste contra los rivales de la ciudad De Santa Cruz. Entró como sustituto en el minuto 62 de Neto Baiano en la victoria 2-1 como semifinal (4-1 en el global). Sport ganó la copa con una victoria global por 3-1 sobre Ceará SC en la final; Joelinton no llegó a jugar. Estuvo en el banquillo seis veces en la temporada del Campeonato Pernambucano, que también ganaron.
En la temporada 2014 del Campeonato Brasileiro Série A, Joelinton hizo siete apariciones hacia el final de la campaña. Anotó su primer gol en su carrera el 23 de noviembre en un empate 2-2 en casa ante el Fluminense, y en el último día anotó el único gol contra el Sao Paulo después de cuatro minutos.
Joelinton se estableció en el primer equipo de la liga estatal de 2015. Sin embargo, recibió dos tarjetas rojas directas en la segunda fase, contra el Santa Cruz Futebol Clube y el Clube Náutico Capibaribe.

### Rapid de Viena
Tras el fichaje del joven jugador por el TSG 1899 Hoffenheim, fue cedido por dos años al SK Rapid Viena y sin opción de compra desde 2016 hasta 2018.
Hizo su debut el 8 de julio en la primera ronda de la Copa de Austria contra el Club Regionalliga Ost FC Karabakh Wien, anotando el primer gol, aquel partido acabó 3-1. En las semifinales el 26 de abril de 2017, anotó un gol de tiempo añadido en casa ante LASK Linz, gracias a ese gol el club de la capital llegó a la final por primera vez en 12 años. Se celebró en el Worthersee Stadion el 1 de junio, llegó a empatar el Rapid Viena , pero el Red Bull Salzburgo acabó ganando por 2-1.
Joelinton jugó los diez partidos del Rapid en la temporada 2016-17 de la UEFA Europa League, anotando en una victoria por 3-2 sobre el KRC Genk el 15 de septiembre y un empate 1-1 con el Athletic Club en el Allianz Stadion el 8 de diciembre. En la Bundesliga de fútbol de Austria, consiguió anotar 8 goles en 33 partidos, incluyendo uno para tapar una victoria por 4-1 en el derbi ante el FK Austria Viena el 7 de agosto, pero el club vienés terminó en quinta posición y no consiguió clasificarse para las competiciones europeas.
El 22 de julio de 2017, el primer partido de la nueva temporada, Joelinton fue expulsado a los 23 minutos en un empate 2-2 en casa con SV Mattersburg, por una entrada dura por detrás a Michael Novak.

### Hoffenheim
El 5 de junio de 2015 el Hoffenheim hace oficial la llegada de Joelinton al club alemán por 7 millones de € hasta 2020, el futbolista dijo que jugar en Europa era un sueño cumplido desde hace tiempo, fue presentado oficialmente el 10 de junio. Debutó de forma oficial el 18 de diciembre contra el Schalke 04 entrando en el lugar de Jonathan Schmid, aquel partido acabó en la cara de su hija
Tras su regreso al Hoffenheim, Joelinton jugó su primer partido de la primera ronda de la DFB-Pokal contra el histórico 1. FC Kaiserslautern, consiguió anotar un triplete en la victoria por 6-1. Anotó su primer gol en la Bundesliga el 22 de septiembre para abrir el marcador en un empate 1-1 en casa contra el Borussia Dortmund, y como sustituto el 23 de octubre anotó un gol en el tiempo añadido para cerrar un empate 3-3 contra el Olympique de Lyon en un partido de fase de grupos de la Liga de Campeones de la UEFA 2018-19 en el Rhein-Neckar-Arena.

### Newcastle United
El 23 de julio de 2019 el Newcastle United anunció el fichaje de Joelinton por 44 millones de € hasta 2025, en su momento figuró como el fichaje más caro de la historia del club inglés tras haber superado el de Miguel Almirón en enero de ese mismo año.

"Estoy muy feliz de estar aquí, sé que el club hizo una grandísima inversión y eso es una gran responsabilidad"
Primeras palabras de Joelinton tras fichar por el Newcastle

## Selección nacional
Hasta el momento Joelinton sólo ha jugado cuatro veces con la selección de fútbol sub-17 de Brasil.

## Estadísticas

### Clubes
Actualizado al último partido disputado el 2 de noviembre de 2024.
| Club                              | Div.          | Temporada     | Liga  | Liga  | Estatal | Estatal | Copas nacionales | Copas nacionales | Copas internacionales | Copas internacionales | Total | Total |
| Club                              | Div.          | Temporada     | Part. | Goles | Part.   | Goles   | Part.            | Goles            | Part.                 | Goles                 | Part. | Goles |
| --------------------------------- | ------------- | ------------- | ----- | ----- | ------- | ------- | ---------------- | ---------------- | --------------------- | --------------------- | ----- | ----- |
| S. D. Recife · Brasil             | 1.ª           | 2014          | 7     | 2     | 0       | 0       | 2                | 0                | ―                     | ―                     | 9     | 2     |
| S. D. Recife · Brasil             | 1.ª           | 2015          | 5     | 1     | 9       | 1       | 14               | 2                | ―                     | ―                     | 28    | 4     |
| S. D. Recife · Brasil             | Total club    | Total club    | 12    | 3     | 9       | 1       | 16               | 2                | 0                     | 0                     | 37    | 6     |
| TSG 1899 Hoffenheim · Alemania    | 1.ª           | 2015-16       | 1     | 0     | ―       | ―       | 0                | 0                | ―                     | ―                     | 1     | 0     |
| TSG 1899 Hoffenheim · Alemania    | Total club    | Total club    | 1     | 0     | 0       | 0       | 0                | 0                | 0                     | 0                     | 1     | 0     |
| SK Rapid Viena · Austria          | 1.ª           | 2016-17       | 33    | 8     | ―       | ―       | 5                | 3                | 10                    | 2                     | 48    | 13    |
| SK Rapid Viena · Austria          | 1.ª           | 2017-18       | 27    | 7     | ―       | ―       | 4                | 1                | ―                     | ―                     | 31    | 8     |
| SK Rapid Viena · Austria          | Total club    | Total club    | 60    | 15    | 0       | 0       | 9                | 4                | 10                    | 2                     | 79    | 21    |
| TSG 1899 Hoffenheim · Alemania    | 1.ª           | 2018-19       | 28    | 7     | ―       | ―       | 2                | 3                | 5                     | 1                     | 35    | 11    |
| TSG 1899 Hoffenheim · Alemania    | Total club    | Total club    | 28    | 7     | 0       | 0       | 2                | 3                | 5                     | 1                     | 35    | 11    |
| Newcastle United F. C. Inglaterra | 1.ª           | 2019-20       | 38    | 2     | ―       | ―       | 6                | 2                | ―                     | ―                     | 44    | 4     |
| Newcastle United F. C. Inglaterra | 1.ª           | 2020-21       | 31    | 4     | ―       | ―       | 5                | 2                | ―                     | ―                     | 36    | 6     |
| Newcastle United F. C. Inglaterra | 1.ª           | 2021-22       | 35    | 4     | ―       | ―       | 2                | 0                | ―                     | ―                     | 37    | 4     |
| Newcastle United F. C. Inglaterra | 1.ª           | 2022-23       | 32    | 6     | ―       | ―       | 8                | 2                | ―                     | ―                     | 40    | 8     |
| Newcastle United F. C. Inglaterra | 1.ª           | 2023-24       | 20    | 2     | ―       | ―       | 3                | 0                | 4                     | 1                     | 27    | 3     |
| Newcastle United F. C. Inglaterra | 1.ª           | 2024-25       | 10    | 1     | ―       | ―       | 3                | 0                | —                     | —                     | 13    | 1     |
| Newcastle United F. C. Inglaterra | Total club    | Total club    | 166   | 19    | 0       | 0       | 27               | 6                | 4                     | 1                     | 197   | 26    |
| Total carrera                     | Total carrera | Total carrera | 267   | 45    | 9       | 1       | 53               | 15               | 19                    | 4                     | 349   | 65    |

## Palmarés

### Títulos nacionales
| Título          | Club                   | País       | Año  |
| --------------- | ---------------------- | ---------- | ---- |
| Copa de la Liga | Newcastle United F. C. | Inglaterra | 2025 |